# Saline (Adriatisches Meer)
Die Saline ist ein 10 km langer Fluss zur Adria in der italienischen Provinz Pescara. Der Fluss hat seinen Ursprung im Zusammenfluss von Fino und Tavo südwestlich von Montesilvano. Von hier in nordöstliche Richtungen fließend mündet die Saline bei Montesilvano in die Adria.